# Jeffery Taylor
Jeffery Matthew Taylor (* 23. Mai 1989 in Norrköping) ist ein schwedisch-US-amerikanischer Basketballspieler. Mit Real Madrid wurde er Euroleague-Sieger und spanischer Meister.

## Laufbahn
Jeffery Taylor kam als Sohn des US-amerikanischen Profibasketballers Jeff Taylor im schwedischen Norrköping zur Welt. In seiner Geburtsstadt begann er beim örtlichen Klub Norrköping BBF mit dem Basketballsport. Im Jahr 2006 übersiedelte der damals 17-jährige Taylor in die Vereinigten Staaten und setzte seine Laufbahn in der Hobbs High School in Hobbs (New Mexico) fort. Nach seinem Abschluss ging er auf die Vanderbilt University, wo er von 2008 bis 2012 für die Vanderbilt Commodores in der Southeastern Conference der NCAA spielte.
Beim NBA-Draftverfahren 2012 wurde Taylor an der 31. Stelle von den Charlotte Bobcats ausgewählt. In seiner ersten Spielzeit in der nordamerikanischen NBA brachte er es in 77 Einsätzen auf durchschnittlich 6,1 Punkte. Im Folgejahr verbesserte er seine Statistiken zwar auf 8 Punkte und 2,3 Rebounds pro Spiel, eine Verletzung an der Achillessehne, die er sich im Dezember 2013 zuzog, beendete jedoch frühzeitig seine Saison. Im Oktober 2014 bekannte sich Jeffery Taylor in einem gegen ihn geführten Verfahren wegen häuslicher Gewalt und Sachbeschädigung schuldig und wurde daraufhin von der NBA für 24 Spiele gesperrt. Nach dem Ende seiner Strafe im Dezember 2014 lief er vorübergehend für die Austin Spurs in der D-League auf, bevor er am 9. Januar 2015 schließlich zu den Charlotte Hornets zurückkehren konnte.
Im Sommer 2015 wechselte er in die spanische Liga ACB zu Real Madrid. Bei der spanischen Spitzenmannschaft wurde Taylor ein jahrelanger Stammspieler und holte mit Real mehrere Titel, darunter den Sieg in der EuroLeague 2018 sowie vier spanische Meisterschaften. Er wurde der erste Schwede, der die EuroLeague gewann. Seinen besten Punktedurchschnitt für Real in der Liga ACB erreichte er im Laufe der Saison 2018/19 mit 7,1 je Begegnung. Im Juni 2022 gab Real die Trennung von Taylor bekannt, der mit der Mannschaft seit 2015 13 Titel gewonnen und 463 Spiele bestritten hatte. Damit verließ er Real als der ausländische Spieler mit den zweitmeisten Einsätzen in der Vereinsgeschichte.
Anschließend wechselte Taylor nach Litauen zu den Vilnius Wolves. Im Sommer 2025 nahm er ein Angebot von U-BT Cluj-Napoca (Rumänien) an.

### Nationalmannschaft
Taylor bestritt als Jugendlicher für die Nationalmannschaft Schwedens in den Jahren 2006 sowie 2007 die Endrunden der U18-Europameisterschaften. 2008 nahm er mit den Skandinaviern an der U20-EM teil.
Sein Debüt in der A-Nationalmannschaft feierte er am 22. August 2013 im Zuge der Vorbereitung für die Basketball-Europameisterschaft in einem Testspiel gegen Großbritannien. Bei der Endrunde erreichte er mit Schweden den 13. Platz und steuerte selbst durchschnittlich 21,2 Punkte und 4,6 Rebounds pro Spiel bei. Anschließend spielte er mehr als neun Jahre lang nicht für die Nationalmannschaft.

## Erfolge und Ehrungen
Real Madrid
- EuroLeague-Sieger: 2018
- Intercontinental-Cup-Sieger: 2015
- Spanischer Meister: 2016, 2018, 2019, 2022
- Spanischer Pokalsieger: 2016, 2017, 2020
- Spanischer Supercupsieger: 2019, 2020, 2021, 2022

Vanderbilt Commodores
- All-SEC First Team: 2012
- All-SEC Second Team: 2010, 2011